# رودريغو ماركيز دي سانتانا
رودريغو ماركيز دي سانتانا (بالبرتغالية: Rodrigo Marques de Santana‏) هو مدرب كرة قدم ولاعب كرة قدم برازيلي في مركز الوسط، ولد في 29 مايو 1982 في سانتوس في البرازيل. لعب مع أمريكا دي ناتال ‏.